# Rokytovce
Rokytovce (in tedesco Rakitotz, in ungherese Rokitóc, in ruteno Rokytivci) è un comune della Slovacchia facente parte del distretto di Medzilaborce, nella regione di Prešov.
Fu menzionato per la prima volta in un documento storico nel 1437 con il nome di Rakythocz. All'epoca apparteneva alla Signoria di Humenné. Nel XVIII secolo passò ai Szirmay e poi ai Dernáth.